# مقبس أف+
مقبس أف+ (بالإنجليزية: +Socket F) وهو مقبس في طور التصميم من قبل شركة إي أم دي ليستخدم مكان مقبس أف+ في الخوادم. وهو يدعم تكنولوجيا كواد أف إكس التي تمكن من استخدام وحدتي معالجة مركزية على لوحة أم واحدة. ومن أهم الفروق بينه وبين مقبس أف+ هو أن مقبس أف يدعم تكنولوجيا هايبر ترانسبورت 1.0 و 2.0 التي تمكنه من الحصول على سرعة نقل بيانات 1 GT/s بينما مقبس أف+ يدعم تنولوجيا هيبر ترانسبورت 3.0 التي تمكنه من الحصول على سرعة نقل بيانات 2.6 GT/s, ولكنه متناسب مع تكنولوجيا هيبر ترانسبورت 1.0 و 2.0 والمتوقع من هذه الخطوة دعمه لوحدات المعالجة المستخدم لمقبس أف.